# Eria (orquídea)
Eria es un género que tiene asignada 366 especies de orquídeas, de la tribu Podochileae de la familia (Orchidaceae). Las plantas de este género se distribuyen en Asia tropical, Malasia, Australia, Polinesia y otras islas del Pacífico. Las plantas crecen en distintos hábitats de las montañas del Himalaya y en orillas costeras.

## Descripción
La mayoría de las especies de este género son epifitas, raramente de hábitos terrestres o, a veces litófitas.  Las plantas con pseudobulbos oblongos u ovales, con dos a cuatro hojas en la parte superior.  La inflorescencia es terminal o coaxial.  Las flores son pequeñas o medianas, generalmente de color crema o amarillo, a veces con manchas de color púrpura.  Los sépalos y pétalos son casi idénticos en forma, lisos o con frecuencia con fimbrias similar a la lana.

## Taxonomía
El género fue descrito por John Lindley y publicado en Botanical Magazine 11: , ad pl. 904. 1825.
Etimología
El nombre de este género se deriva de la latinización de la palabra griega: έριον (Erion), que significa "lana", en plural έρια, refiriéndose a las fimbrias lanudas que tienen muchas especies del género.